# Amtsgericht Eltville

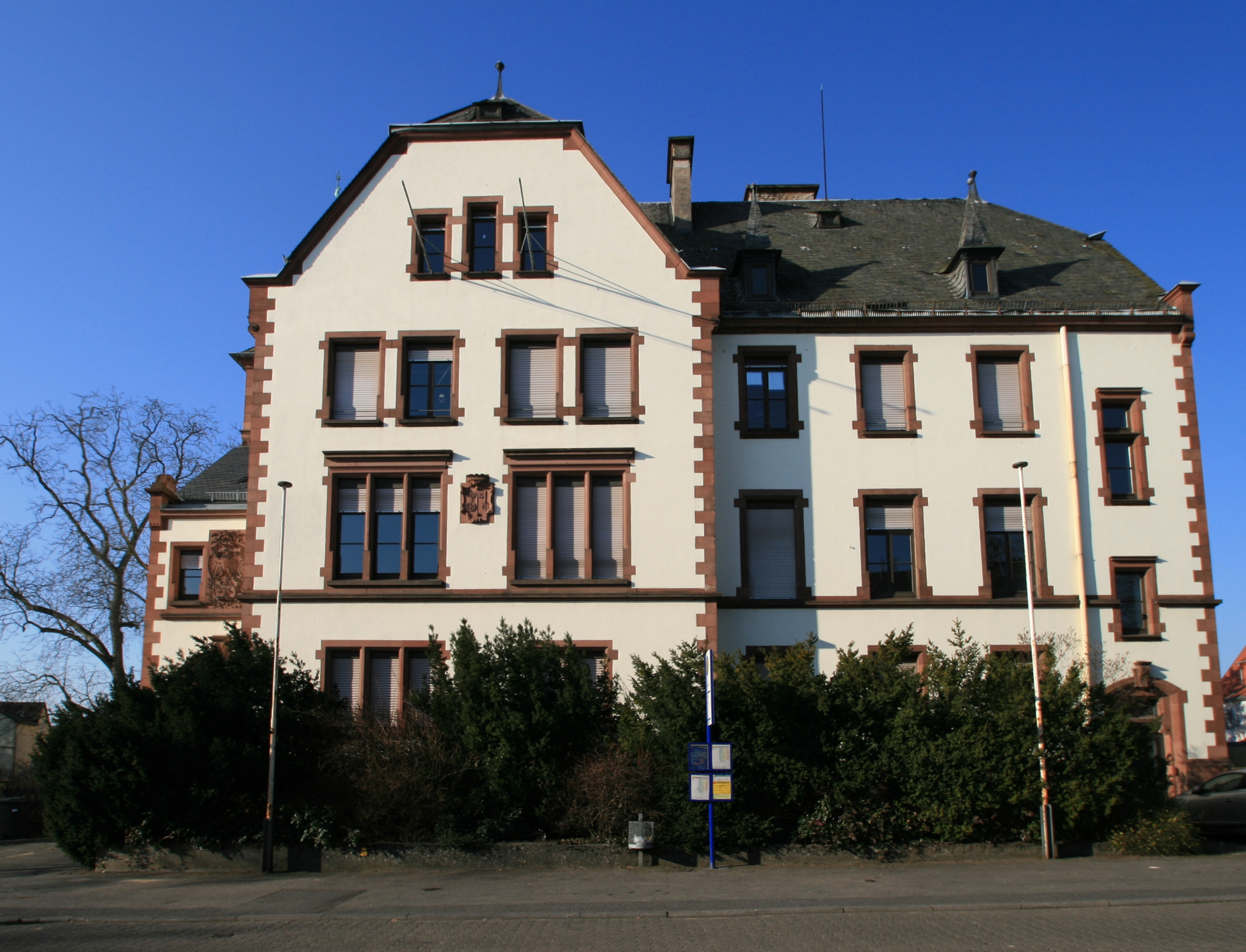
Gerichtsgebäude

Das Amtsgericht Eltville (auch Amtsgericht Eltville am Rhein) war ein von 1867 bis 2005, als Zweigstelle bis 2011 existierendes Gericht der ordentlichen Gerichtsbarkeit mit Sitz in Eltville am Rhein.

## Gerichtsbezirk und Zuständigkeit
Als Zweigstelle des Amtsgerichts Rüdesheim am Rhein war das Gericht in Eltville am Rhein zuständig für die Gemeinden Eltville am Rhein und Kiedrich in allen Gerichtssachen mit Ausnahme von Gerichtsverwaltungs-, Familien-, Insolvenz-, Handels-, Genossenschafts-, Partnerschafts-, Schöffen- und Jugendschöffensgerichtssachen.

## Geschichte
Ein Gericht in Eltville ist erstmals 1227 urkundlich belegt. Es bestand damals aus dem Schultheißen und 14 Schöffen (im 17. Jahrhundert: 7). Zum Gerichtsbezirk gehörten Ober- und Niederwalluf sowie Neuendorf. Das Gericht in Eltville war unter Beisitz des Vitztums und von zwei Adligen gleichzeitig Oberhof für die Gemeinden des Rheingaus und einige Orte links des Rheins. Diese Funktion, die 1383–1515 urkundlich belegt ist, endete 1534, als alle Oberhöfe in Kurmainz aufgehoben wurden. Im Jahre 1770 ging die Gerichtsbarkeit bis auf geringe Reste auf die neuen Amtsvögte (in Erbach und Geisenheim) über.
Im Herzogtum Nassau nahmen die Ämter sowohl eine Verwaltungsfunktion und die eines Gerichtes der ersten Instanz wahr. In Eltville bestand das Amt Eltville als Gericht erster Instanz.
Im Zuge der nach der preußischen Annexion des Herzogtums Nassau erfolgten Trennung von Justiz und Verwaltung kam es am 1. September 1867 zur Errichtung des Rheingaukreises für die Verwaltung und des königlich preußischen Amtsgerichts Eltville für die Rechtsprechung. Sein Bezirk umfasste das gleichzeitig aufgelöste Amt Eltville und bestand somit aus der Stadt Eltville und den Orten Erbach, Hallgarten, Hattenheim, Kiedrich, Mittelheim, Neudorf, Niederwalluf, Oberwalluf, Oestrich und Rauenthal. Gehörte dieses Gericht zunächst noch zum Bezirk des Kreisgerichts Wiesbaden kam es aufgrund des Gerichtsverfassungsgesetz mit Wirkung zum 1. Oktober 1879 zum Wechsel in den Bezirk des neu errichteten Landgerichts Wiesbaden, gleichzeitig verkleinerte sich der Sprengel des Eltviller Amtsgerichts um die dem Amtsgericht Rüdesheim zugeteilten Orte Hallgarten, Hattenheim, Mittelheim und Oestrich.
Am 15. Juni 1943 wurde das Amtsgericht Eltville im Rahmen von Kriegsnotmaßnahmen in eine Zweigstelle des Amtsgerichts Rüdesheim umgewandelt, am 1. August 1949 aber wieder als Vollgericht hergestellt. Zum 11. August 1972 kehrte der im Zuge der Gebietsreform in Hessen nach Eltville eingemeindete Ort Hattenheim in dessen Amtsgerichtsbezirk zurück.
Am 1. Januar 2005 wurde das Amtsgericht Eltville endgültig als Vollgericht aufgehoben und aus seinem Bezirk der Ort Walluf dem Amtsgericht Wiesbaden zugelegt, Eltville und Kiedrich bildeten nun den Bezirk der Zweigstelle Eltville am Rhein des Amtsgerichts Rüdesheim am Rhein.
Zum 1. Januar 2012 wurde auch diese Zweigstelle geschlossen.

## Gebäude
Das Gebäude des Amtsgerichts in der Schwalbacher Straße 40 wird heute als Stadtarchiv, Vereinsheim, Jugendzentrum und Sitz des Ortsbeirates genutzt.

## Richter
- Christian Schlichter (1867 bis 1879)